# Santiago Etla
Santiago Cacaotepec Etla, conocido también como Santiaguito Etla es una agencia municipal del municipio de San Lorenzo Cacaotepec, perteneciente a su vez al Distrito de Etla, en el estado de Oaxaca, México.

## Localización y datos básicos
Se encuentra adelante de donde empieza la super carretera  Oaxaca-México,  a escasos 500 metros, vía carretera federal.

## Equipamiento
Cuenta con las siguientes Instituciones Educativas: Preescolar Simón Bolívar, Primaria Faustino G. Olivera y Secundaria 27 de septiembre; cuenta con una cancha municipal que es solo de basquetball, tres de usos múltiples y una cancha de fútbol; tiene servicio de taxis foráneos y también de los llamados "mototaxis". cuenta con algunos servicios de entretenimiento. Una unidad médica, una casa de día para adultos mayores.

## Población
En Santiaguito habitan 8,856 personas.

## Economía
También se encuentra un mercado a un costado de la escuela primaria los días viernes encontrar desde comida, hasta artículos para uso cotidiano.

## Historia
Este pueblo fue ayudado por el sargento Faustino G. Olivera para recuperar las tierras del pueblo.

## Festividades
Fecha histórica para el pueblo es el 7 de marzo, pues se festeja el día de ejido fecha en que el valiente revolucionario Faustino G. Olivera Chávez salvó las tierras de los hacendados a favor del pueblo.
De sus festividades la más popular es la feria anual que se le hace en honor a Santiago Apóstol (25 de julio) ; que se lleva a cabo el fin de semana más próximo al día principal (25 de julio). con diversas actividades culturales, deportivas y religiosas